# Чувашли
Чувашли — село в Высокогорском районе Татарстана. Входит в состав Большековалинского сельского поселения.

## География
Находится в северо-западной части Татарстана на расстоянии приблизительно 23 км на северо-запад по прямой от районного центра поселка Высокая Гора у речки Петьялка.

## История
Известно 1602—1603 годов как деревня Чюваш. 
В «Списке населенных мест по сведениям 1859 года», изданном в 1866 году, населённый пункт упомянут как казённая деревня Чуваш-Иля 3-го стана Казанского уезда Казанской губернии. Располагалась при безымянном ключе, на торговом Галицком тракте, в 30 верстах от уездного и губернского города Казани и в 20 верстах от становой квартиры в казённой деревне Верхние Верески. В деревне, в 82 дворах проживали 757 человек (383 мужчины и 374 женщины), была мечеть.
В начале XX века упоминалось о наличии двух мечетей и двух мектебов. До 1940-х годов здесь отмечались два населенных пункта: Чувашская Лашманка и Чуваш-Ясак.

## Население
Постоянных жителей было: в 1782 году — 109 душ мужского пола, в 1859—797, в 1897—962, в 1908—1172, в 1920—736, в 1926—1157, в 1938—854, в 1949—658, в 1958—502, в 1970—401, в 1989—207, 168 в 2002 году (татары 100 %), 131 в 2010.